# Lovprisningen (1553)
Lovprisningen från Lucas Lossius Psalmodia tryckt 1553. Den är ett moment i den kristna mässan som heter Lovprisningen.

## Publicerad i
- Psalmodia, hoc est, Cantica Sacra Veteris Ecclesiae selectae, 1553,
- Musiken till Svenska Mässan 1897.
- Den svenska mässboken 1942, del 1.
- Gudstjänstordning 1976, del II Musik.
- Den svenska kyrkohandboken 1986 under Lovprisningen.